# Deutschland Cup 2022
33. ročník hokejového turnaje Deutschland Cup se konal od 10. do 13. listopadu 2022 v Krefeldu.

## Zápasy
| 10. listopadu 2022 16:15 | Rakousko | 3 : 2 PP (1:1, 1:0, 0:1 — 1:0) | Slovensko | König Palast, Krefeld Návštěvnost: 830 |  |

| Zpráva | |                     |                                             |                                                                           |
| David Kickert | David Kickert | Brankáři            | Denis Godla                                 | Rozhodčí: Benjamin Hoppe Gordon Schukies Čároví: Tim Heffner Jonas Merten |
| Bernd Wolf (Stefan Gaffal) 18:44' Dominique Heinrich (Lucas Thaler) 23:15' Lukas Haudum (David Maier, Marco Kasper) 60:32' | Bernd Wolf (Stefan Gaffal) 18:44' Dominique Heinrich (Lucas Thaler) 23:15' Lukas Haudum (David Maier, Marco Kasper) 60:32' | 0:1 1:1 2:1 2:2 3:2 | 14:51' Michal Beňo 54:51' Adrián Holešinský | Rozhodčí: Benjamin Hoppe Gordon Schukies Čároví: Tim Heffner Jonas Merten |
| 2 min | 2 min | Tresty              | 10 min                                      | Rozhodčí: Benjamin Hoppe Gordon Schukies Čároví: Tim Heffner Jonas Merten |
| 22 | 22 | Střely              | 36                                          | Rozhodčí: Benjamin Hoppe Gordon Schukies Čároví: Tim Heffner Jonas Merten |

| 10. listopadu 2022 19:45 | Německo | 3 : 2 PP (1:1, 1:1, 0:0 — 1:0) | Dánsko | König Palast, Krefeld Návštěvnost: 1 680 |  |

| Zpráva | |                     | |                                                                            |
| Dustin Strahlmeier | Dustin Strahlmeier | Brankáři            | Frederik Dichow                                                                                      | Rozhodčí: Martin Fraňo Marian Rohatsch Čároví: Joshua Römer Tobias Schwenk |
| Marc Michaelis (Colin Ugbekile, Tim Wohlgemuth) 15:09' Daniel Schmölz (Alexander Blank, Julius Karrer) 32:47' Daniel Schmölz (Andreas Eder, Luis Schinko) 63:30' | Marc Michaelis (Colin Ugbekile, Tim Wohlgemuth) 15:09' Daniel Schmölz (Alexander Blank, Julius Karrer) 32:47' Daniel Schmölz (Andreas Eder, Luis Schinko) 63:30' | 1:0 1:1 1:2 2:2 3:2 | 18:56' Anders Koch (Mads Eller, Kristian Jensen) 25:49' Nicolai Meyer (Mikkel Aagaard, Mathias From) | Rozhodčí: Martin Fraňo Marian Rohatsch Čároví: Joshua Römer Tobias Schwenk |
| 2 min | 2 min | Tresty              | 2 min                                                                                                | Rozhodčí: Martin Fraňo Marian Rohatsch Čároví: Joshua Römer Tobias Schwenk |
| 30 | 30 | Střely              | 27                                                                                                   | Rozhodčí: Martin Fraňo Marian Rohatsch Čároví: Joshua Römer Tobias Schwenk |

| 12. listopadu 2022 14:30 | Slovensko | 3 : 4 PP (0:2, 2:1, 1:0 — 0:1) | Dánsko | König Palast, Krefeld Návštěvnost: 1 706 |  |

| Zpráva | |                             | |                                                                                    |
| Dominik Riečický | Dominik Riečický | Brankáři                    | Frederik Dichow | Rozhodčí: Kilian Hinterdobler Gordon Schukies Čároví: Yannik Koziol Tobias Schwenk |
| Viliam Čacho (Patrik Koch, Mário Lunter) 29:28' Daniil Fominych (Mário Grman) 37:33' Viliam Čacho (Mário Lunter, Mislav Rosandič) 55:22' | Viliam Čacho (Patrik Koch, Mário Lunter) 29:28' Daniil Fominych (Mário Grman) 37:33' Viliam Čacho (Mário Lunter, Mislav Rosandič) 55:22' | 0:1 0:2 0:3 1:3 2:3 3:3 3:4 | 11:15' Mathias From (Morten Poulsen) 15:39' Morten Poulsen (Mads Larsen, Mikkel Aagaard) 23:20' Kristian Jensen (Nicolai Weichel, Mikkel Aagaard) 61:11' Mathias From | Rozhodčí: Kilian Hinterdobler Gordon Schukies Čároví: Yannik Koziol Tobias Schwenk |
| 4 min | 4 min | Tresty                      | 4 min | Rozhodčí: Kilian Hinterdobler Gordon Schukies Čároví: Yannik Koziol Tobias Schwenk |
| 45 | 45 | Střely                      | 15 | Rozhodčí: Kilian Hinterdobler Gordon Schukies Čároví: Yannik Koziol Tobias Schwenk |

| 12. listopadu 2022 18:00 | Německo | 3 : 0 (2:0, 1:0, 0:0) | Rakousko | König Palast, Krefeld Návštěvnost: 3 310 |  |

| Zpráva | |             |               |                                                                        |
| Dustin Strahlmeier | Dustin Strahlmeier | Brankáři    | David Kickert | Rozhodčí: Martin Fraňo Benjamin Hoppe Čároví: Tim Heffner Jonas Merten |
| Andreas Eder (Frederik Tiffels, Marc Michaelis) 05:45' Tobias Eder (Frederik Tiffels, Andreas Eder) 17:26' Danjo Leonhardt (Alexander Ehl, Justin Schütz) 28:34' | Andreas Eder (Frederik Tiffels, Marc Michaelis) 05:45' Tobias Eder (Frederik Tiffels, Andreas Eder) 17:26' Danjo Leonhardt (Alexander Ehl, Justin Schütz) 28:34' | 1:0 2:0 3:0 |               | Rozhodčí: Martin Fraňo Benjamin Hoppe Čároví: Tim Heffner Jonas Merten |
| 25 min | 25 min | Tresty      | 29 min        | Rozhodčí: Martin Fraňo Benjamin Hoppe Čároví: Tim Heffner Jonas Merten |
| 32 | 32 | Střely      | 24            | Rozhodčí: Martin Fraňo Benjamin Hoppe Čároví: Tim Heffner Jonas Merten |

| 13. listopadu 2022 11:00 | Dánsko | 1 : 3 (1:1, 0:1, 0:1) | Rakousko | König Palast, Krefeld Návštěvnost: 1 600 |  |

| Zpráva                                              |                                                     |                 | |                                                                                    |
| Georg Sørensen                                      | Georg Sørensen                                      | Brankáři        | David Madlener | Rozhodčí: Kilian Hinterdobler Marian Rohatsch Čároví: Yannik Koziol Tobias Schwenk |
| Christian Wejse (Felix Scheel, Andreas Koch) 17:53' | Christian Wejse (Felix Scheel, Andreas Koch) 17:53' | 0:1 1:1 1:2 1:3 | 11:42' Stefan Gaffal (Lukas Kainz, Ramon Schnetzer) 28:34' Lukas Haudum (Ramon Schnetzer) 47:24' Marco Kasper (Florian Baltram, David Reinbacher) | Rozhodčí: Kilian Hinterdobler Marian Rohatsch Čároví: Yannik Koziol Tobias Schwenk |
| 12 min                                              | 12 min                                              | Tresty          | 32 min | Rozhodčí: Kilian Hinterdobler Marian Rohatsch Čároví: Yannik Koziol Tobias Schwenk |
| 31                                                  | 31                                                  | Střely          | 21 | Rozhodčí: Kilian Hinterdobler Marian Rohatsch Čároví: Yannik Koziol Tobias Schwenk |

| 13. listopadu 2022 14:30 | Německo | 3 : 0 (1:0, 1:0, 1:0) | Slovensko | König Palast, Krefeld Návštěvnost: 3 854 |  |

| Zpráva | |             |                  |                                                                          |
| Mirko Pantkowski | Mirko Pantkowski | Brankáři    | Dominik Riečický | Rozhodčí: Martin Fraňo Gordon Schukies Čároví: Jonas Merten Joshua Römer |
| Tim Wohlgemuth (Luis Schinko, Mario Zimmermann) 06:20' Tobias Eder (Dominik Bokk, Leon Hüttl) 30:50' Tim Fleischer (do prázdné branky) 59:46' | Tim Wohlgemuth (Luis Schinko, Mario Zimmermann) 06:20' Tobias Eder (Dominik Bokk, Leon Hüttl) 30:50' Tim Fleischer (do prázdné branky) 59:46' | 1:0 2:0 3:0 |                  | Rozhodčí: Martin Fraňo Gordon Schukies Čároví: Jonas Merten Joshua Römer |
| 6 min | 6 min | Tresty      | 8 min            | Rozhodčí: Martin Fraňo Gordon Schukies Čároví: Jonas Merten Joshua Römer |
| 27 | 27 | Střely      | 39               | Rozhodčí: Martin Fraňo Gordon Schukies Čároví: Jonas Merten Joshua Römer |

## Konečná tabulka
| Poř. | Tým       | Z | V | VP | PP | P | VG | OG | B |
| ---- | --------- | - | - | -- | -- | - | -- | -- | - |
| 1.   | Německo   | 3 | 2 | 1  | 0  | 0 | 9  | 2  | 8 |
| 2.   | Rakousko  | 3 | 1 | 1  | 0  | 1 | 6  | 6  | 5 |
| 3.   | Dánsko    | 3 | 0 | 1  | 1  | 1 | 7  | 9  | 3 |
| 4.   | Slovensko | 3 | 0 | 0  | 2  | 1 | 5  | 10 | 2 |